# إيلوي فيرنانديث بورتا
إيلوي فيرنانديث بورتا (بالإسبانية: Eloy Fernández Porta)‏ كاتب إسباني ينتمي إلى تيار النوثييا الأدبي أو ما يُعرف شيوعًا باسم ما بعد البوب، وهم الكتاب الذين ولدوا فيما بين عامي 1960 و1976.